# Алаколь (Буландинський район)
Алако́ль (каз. Алакөл) — село у складі Буландинського району Акмолинської області Казахстану. Входить до складу Алтиндинського сільського округу.
Населення — 217 осіб (2021; 312 у 2009, 355 у 1999, 229 у 1989).
Національний склад станом на 1989 рік:
- росіяни — 40 %;
- німці — 25 %.

До 2006 року село називалося Богдановка.